# Île Sainte-Thérèse (rivière Richelieu)
Pour les articles homonymes, voir Île Sainte-Thérèse.
L’île Sainte-Thérèse est une île fluviale de la rivière Richelieu. Elle appartient au territoire de la municipalité de Saint-Jean-sur-Richelieu, dans le secteur Saint-Luc, dans la municipalité régionale de comté du Le Haut-Richelieu, dans la région administrative de la Montérégie, dans le sud de la province de Québec, au Canada.

## Géographie
L'île Sainte-Thérèse est située 8 km en amont du bassin de Chambly et 37,4 km au nord de la frontière entre Canada et les États-Unis.
De forme très allongée, l'île Sainte-Thérèse mesure environ 3,9 km de longueur sur une largeur maximale de 1,0 km. Elle est reliée à la rive gauche de la rivière Richelieu par deux ponts routiers enjambant le canal (via la jetée formant la rive droite du Canal de Chambly). La rue Baillargeon qui longe la rive ouest de l'île s'avère la principale voie routière de l'île.
L'aménagement du canal de Chambly avait nécessité l'aménagement d'une digue afin de couper ce chenal à la hauteur de la partie nord-ouest de l'île. La rue Sainte-Thérèse qui passe sur cette digue s'étire sur 0,8 km vers le nord pour rejoindre le pont menant à l'île Sainte-Marie située en aval.
L'île Sainte-Thérèse fait face du côté ouest à la confluence de la rivière des Iroquois laquelle se déverse dans le chenal passant à l'ouest de l'île.

## Toponymie
L'île Sainte-Thérèse tire son nom de celui du fort Sainte-Thérèse, construit en 1665 et aujourd'hui disparu. Selon toute vraisemblance, le fort aurait été situé en face de la petite île Sainte-Marie, en aval de l'île Sainte-Thérèse.
Le toponyme «Île Sainte-Thérèse» a été officialisé le 5 décembre 1968 à la Banque des noms de lieux de la Commission de toponymie du Québec.

## Occupation
L'île Sainte-Thérèse, autrefois agricole, est aujourd'hui largement résidentielle. Cette île est entièrement construite de résidences privées. Un centre communautaire est aménagé dans la partie nord de l'île.